# Halkbank Headquarters
Le  Halkbank Headquarters est un gratte-ciel construit à Ankara en 1993 en Turquie. Il mesure 123 mètres de hauteur pour 32 étages. Il abrite le siège de la société financière Halkbank,.
L'architecte est l'agence d'architecture turque Tekeli & Sisa
L'immeuble a été initialement conçu en 1983 et les propriétaires voulaient créer un symbole pour Ankara. La forme de l'immeuble est comme une porte qui s'ouvre sur la ville et qui a une décoration inspirée de l'architecture turque traditionnelle. La forme de l'immeuble en prisme a aussi été conçue pour créer des formes symboliques utilisant les interactions entre l'ombre et la lumière. Le bâtiment comprend également des jardins suspendus.